# Eugen von Frauenholz
Eugen Ludwig von Frauenholz (* 17. August 1882 in München; † 5. Januar 1949 in Landshut) war ein bayerischer Offizier und Historiker. 

## Leben

### Herkunft
Er war der Sohn des Kommerzienrates und späteren Direktors der Hypotheken- und Wechsel-Bank Ludwig Frauenholz und dessen Ehefrau Christine, geborene Bertigkeit.

### Militärkarriere
Nach seinem Abitur am Luitpold-Gymnasium in seiner Heimatstadt trat Frauenholz 1901 als Zweijährig-Freiwilliger und Fahnenjunker in das 4. Infanterie-Regiment „König Wilhelm von Württemberg“ der Bayerischen Armee ein. Er absolvierte erfolgreich die Kriegsschule München und wurde im Anschluss daran 1903 zum Leutnant befördert, zwei Jahre später in das 2. Schwere-Reiter-Regiment „Erzherzog Franz Ferdinand von Österreich-Este“ versetzt und hier von 1908 bis 1911 als Regimentsadjutant eingesetzt. Während dieser Zeit ließ Frauenholz sich zwischenzeitlich beurlauben, um 1909/10 sowie 1912 am spanischen Marokkofeldzug teilzunehmen. Seine 1913 begonnene Ausbildung an der Kriegsakademie musste er 1914 als Oberleutnant nach dem Ende des ersten Lehrgangs wegen des Ausbruchs des Ersten Weltkriegs vorzeitig abbrechen.
Mit der Mobilmachung kam Frauenholz als Ordonnanzoffizier zum Generalkommando des I. Armee-Korps. Er nahm dann als Kompanieführer im Infanterie-Leib-Regiment an den Kämpfen in Lothringen teil und wurde zum 2. Schwere-Reiter-Regiment „Erzherzog Franz Ferdinand von Österreich-Este“ rückversetzt. Als Eskadronführer kämpfte er dann in Nordfrankreich und Belgien, ehe er mit dem Regiment im April 1915 nach Kurland und Litauen an die Ostfront kam. Hier wurde Frauenholz im gleichen Jahr zum Rittmeister befördert und wieder zum Generalkommando des I. Armee-Korps versetzt. Nach weiteren Stabsverwendungen sowie als Kommandeur des II. Bataillons des Reserve-Infanterie-Regiments 4 wurde Frauenholz im März 1918 zur Dienstleistung in das Kriegsministerium kommandiert. Er wurde als Vortragender Rat in der Abteilung für persönliche Angelegenheiten verwendet und leitete die Gruppe 2, die sich mit Dienstangelegenheiten, Beschwerden und Klagen, Zurückstellungen, Urlaub, Uniformtragen im Ausland, Personal des Kriegsministeriums, Unabkömmlichkeiten, Entlassungen und Beurlaubungen zur Aufnahme des Zivilberufs oder aus kriegswirtschaftlichen Gründen befasst. Nach Kriegsende wurde Frauenholz am 24. Dezember 1918 von seiner Funktion entbunden und aus dem aktiven Dienst entlassen. Ende 1919 erhielt er noch den Charakter als Major.

### Historiker
Nach seiner Verabschiedung nahm Frauenholz ein Studium an der Ludwig-Maximilians-Universität München auf, wo er Mitglied des Corps Franconia wurde. Am 19. Juli 1920 unter Professor Grauert mit der Dissertation Imperator Octavianus Augustus in der Geschichte und Sage des Mittelalters zum Dr. phil. promoviert. Danach lehrte er als Privatdozent für Kriegs- und Heeresgeschichte und verfasste eine Vielzahl von Büchern und Aufsätzen. Er publizierte auch in der Völkischen Presse.
Durch Beschluss des Verwaltungsgerichts München wurde Frauenholz 1926 nachträglich in den Adelsstand erhoben.
Seit 1927 war Frauenholz Syndikus der Bayerischen Akademie der Wissenschaften und seit 1929 Honorarprofessor an der Universität München.

## Schriften
- Ueberblick über die Geschichte des Weltkrieges, München: Oldenbourg 1921
- Die Heerführung des Feldmarschalls Prinzen Carl von Bayern im Feldzug von 1866, München, Verlag des Bayerischen Kriegsarchivs 1925
- Deutsche Kriegs- und Heeresgeschichte in den Umrissen, Oldenbourg 1927
- Geschichte des Königlich Bayerischen Heeres von 1867 bis 1914, München: Schick 1931
- Führer in die Weltkriegsliteratur, Berlin: Mittler 1932
- Wehrkatechismus, Beck 1934
- Prinz Eugen und die kaiserliche Armee, Beck 1935
- Das Heerwesen der germanischen Frühzeit, des Frankenreiches und des ritterlichen Zeitalters, München : C. H. Beck, 1935
- Das Gesicht der Schlacht : Taktik und Technik in der deutschen Kriegsgeschichte, Stuttgart: Union 1935
- Das Heerwesen in der Zeit des Dreißigjährigen Krieges, 2 Teile, München: Beck 1938, 1939
- Etwas Arabisch, München: Beck 1939
- Das Heerwesen in der Zeit des Absolutismus, Entwicklungsgeschichte des Deutschen Heerwesens Band 4, München: Beck 1940
- Das Heerwesen des 19. Jahrhunderts, München: Beck 1941
- Deutsche Kriegsgeschichte, Leipzig: Hiersemann 1942
- Weltgeschichte, Stuttgart: Union 1948
- Das Heerwesen in der Zeit des freien Söldnertums, 2 Teile, Beck 1949